# 邵杰妮
邵杰妮（1994年1月24日—），辽宁鞍山人，葡萄牙女子乒乓球运动员。她曾代表葡萄牙参加2016年和2020年夏季奥林匹克运动会乒乓球比赛，两届比赛均在女子单打小项止步第二轮。